# Барбанія
Барбанія (італ. Barbania, п'єм. Barbanià) — муніципалітет в Італії, у регіоні П'ємонт,  метрополійне місто Турин.
Барбанія розташована на відстані близько 550 км на північний захід від Рима, 27 км на північ від Турина.
Населення — 1619 осіб (2014).
Щорічний фестиваль відбувається останньої неділі серпня. Покровитель — San Giuliano di Brioude.

## Демографія
Населення за роками:

Станом на 1 січня 2023 року в муніципалітеті офіційно проживав 91 іноземець з 14 країн, серед них 57 громадян країн Євросоюзу та 7 громадян України.

## Сусідні муніципалітети
- Бузано
- Левоне
- Ривара
- Рокка-Канавезе
- Вауда-Канавезе